# Punkt izoelektryczny

Populacje różnych form glicyny w zależności od pH roztworu. Zielona linia wskazuje punkt izoelektryczny.
GlyH_{2}: H_{3}N^{+}CH_{2}COOH
GlyH: H_{3}N^{+}CH_{2}COO^{−}
Gly: H_{2}NCH_{2}COO^{−}

Punkt izoelektryczny (pI, pH(I)) – wartość pH, przy której populacja cząsteczek amfolitycznych, tj. posiadających kationowe i anionowe grupy funkcyjne (np. aminokwasy białkowe), zawiera średnio tyle samo ładunków dodatnich co ujemnych, na skutek czego ładunek całkowity całej populacji wynosi zero. Stężenie jonu obojnaczego przyjmuje wtedy maksymalną wartość, a stężenia form anionowej i kationowej mają jednakowe, minimalne stężenie. W przypadku związków słabo rozpuszczalnych występują wtedy też niezdysocjowane cząsteczki.
Sytuacja taka może mieć miejsce w dwóch przypadkach:
- w roztworze istnieją wyłącznie jony obojnacze (tzw. zwitterjony)
- w roztworze istnieje taka sama liczba anionów i kationów

W punkcie izoelektrycznym cząsteczki mają:
- najmniejszą rozpuszczalność
- najmniejszą lepkość
- najmniejsze ciśnienie osmotyczne

Wartość ta jest oznaczana często w odniesieniu do białek i aminokwasów.
Innym ważnym zastosowaniem punktu izoelektrycznego jest jego wykorzystanie w inżynierii materiałowej, gdzie istotne jest wyznaczanie punktu izoelektrycznego tlenków metali takich jak: hematyt, krzemionka, magnetyt czy tlenek cynku.

## Punkt izoelektryczny białek i peptydów
Punkt izoelektryczny białek i peptydów można wyznaczyć metodami polarymetrycznymi, chromatograficznymi (ogniskowanie chromatograficzne, CF, z ang. chromatofocusing) i elektroforetycznymi (ogniskowanie izoelektryczne, IEF, z ang. isoelectrofocusing). Ponadto istnieje możliwość wyznaczenia wartości teoretycznej dla białek na podstawie równania Hendersona-Hasselbacha (kluczowym elementem tego podejścia jest uwzględnienie wartości pKa lub pKb grup aminowych i karboksylowych w łańcuchach bocznych i aminokwasach terminalnych). Istniejące metody przewidywania punktu izoelektrycznego oparte są na zastosowaniu m.in. algorytmów genetycznych, maszynach wektorów nośnych oraz optymalizacji wartości pK. Dodatkowo, dane na temat punktu izoelektrycznego wyznaczonego eksperymentalnie zebrano w postaci baz danych SWISS-2DPAGE oraz PIP-DB Ponadto istnieje także baza danych zawierająca teoretycznie wyznaczone punkty izoelektryczne dla wszystkich białek w Uniprot.
Dla aminokwasu zawierającego jedną grupę aminową i jedną grupę karboksylową wartość pI można obliczyć w na podstawie wartości pKa1 i pKa2 danej cząsteczki:
pI = ½(pKa1 + pKa2)
W przypadku aminokwasów zawierających więcej naładowanych grup bocznych (np. lizyna, kwas asparaginowy) bierze się pod uwagę obie wartości pKa naładowanych grup czyli w równaniu powyżej wykorzystuje się średnią z obu grup np. dla lizyny jest to (8,95 + 10,53)/2 = 9,74, a dla kwasu asparaginowego (2,09 + 3,86)/2 = 2,98.
W pH poniżej pI białka mają ładunek dodatni, zaś powyżej ich ładunek jest ujemny. Ma to duże znaczenie w czasie rozdziału metodą elektroforezy. pH żelu elektroforetycznego zależy od użytego buforu. Jeżeli pH buforu jest wyższe od pI białka, to będzie ono migrować w kierunku anody (ujemny ładunek – anion, jest przyciągany do niej). Z drugiej strony jeśli pH buforu jest niższe od pI białka będzie ono się poruszać w kierunku ujemnie naładowanej strony żelu (kationy będą wędrować do katody). Białko nie będzie migrować jeśli pH buforu i pI danego białka będą sobie równe.

## Materiały ceramiczne
Punkt izoelektryczny jest wykorzystywany w czasie tworzenia i przetwarzanie materiałów ceramicznych. Występujące w tych materiałach tlenki metali (M-OH, gdzie M oznacza kation metalu Al, Si itd.) w wodnej zawiesinie przyjmują określoną formę w zależności od pH. Przy pH powyżej punktu izoelektrycznego na powierzchni dominują cząsteczki M-O−, zaś przy pH poniżej pI dominują cząsteczki M-OH2+. Poniżej podano wartości pI dla najczęściej stosowanych materiałów ceramicznych:
| Materiał | pI       | Materiał | pI          | Materiał | pI      | Materiał | pI          | Materiał | pI        | Materiał | pI               |
| -------- | -------- | -------- | ----------- | -------- | ------- | -------- | ----------- | -------- | --------- | -------- | ---------------- |
| WO3      | 0,2–0,5  | Ta2O5    | 2,7–3,0     | δ-MnO2   | 1,5     | Fe2O3    | 3,3–6,7     | Fe2O3    | 8,4–8,5   | ZnO      | 8,7–10,3         |
| Sb2O5    | <0,4–1,9 | SnO2     | 4–5,5 (7,3) | β-MnO2   | 7,3     | CeO2     | 6,7–8,6     | α Al2O3  | 8–9       | NiO      | 10–11            |
| V2O5     | 1–2 (3)  | ZrO2     | 4–11        | TiO2     | 3,9–8,2 | Cr2O3    | 6,2–8,1 (7) | Si3N4    | 9         | PbO      | 10,7–11,6        |
| SiO2     | 1,7–3,5  | MnO2     | 4–5         | Si3N4    | 6–7     | γ Al2O3  | 7–8         | Y2O3     | 7,15–8,95 | La2O3    | 10               |
| SiC      | 2–3,5    | ITO      | 6           | Fe3O4    | 6,5–6,8 | Tl2O     | 8           | CuO      | 9,5       | MgO      | 12–13 (9,8–12,7) |

Uwaga: Powyżej przyjęto wartości pI w temperaturze 25 °C. Wartość pI może ulegać dużym odchyleniom w zależności od czynników takich jak czystość związku chemicznego czy temperatura. Dodatkowo, często różne źródła podają inne wartości pI.